# L'Homme qui rit (téléfilm)
Pour les articles homonymes, voir L'Homme qui rit (homonymie).
L’Homme qui rit est un téléfilm français réalisé par Jean Kerchbron et diffusé en 1971. C'est une adaptation en trois épisodes du roman de Victor Hugo L'Homme qui rit. Ursus et son loup Homo recueillent Gwynplaine, défiguré par une horrible grimace, et Déa, une jeune aveugle. Ensemble, ils montent une compagnie de mimes appelée « L’Homme qui rit ».

## Résumé des épisodes

### Les Comprachicos
Ursus, bateleur, philosophe, homme cultivé et solitaire, accompagné de son loup Homo, erre de bourg en bourg. Entre les discours révolutionnaires d'Ursus, nous découvrons la situation sociale de l'Angleterre du XVIIe siècle : les nobles heureux, inconscients, nantis de tous les privilèges et les pauvres, malheureux, opprimés et affamés. En marge, les comprachicos qui achètent à bas prix de jeunes enfants auxquels ils font subir les pires martyres, les mutilations les plus atroces afin de les transformer en monstres qui deviendront les bouffons des lords. Ursus sera inquiété par les policiers. À quelques lieues, un groupe de comprachicos qui s'évade clandestinement d'Angleterre, abandonne un enfant au visage horriblement mutilé dans une crique isolée. Les bandits pris dans la tourmente, tentent de racheter leurs péchés en lançant à la mer une bouteille dans laquelle ils ont cacheté un message révélant la véritable identité de l'enfant qu'ils viennent d'abandonner. Celui-ci après avoir attendu tout le jour, part dans la nuit et commence à errer dans la lande, en proie à la faim, au froid et à la peur.

### Les grands de ce monde
Ursus, a recueilli un enfant, Gwynplaine, défiguré par une horrible grimace qui donne à son visage un rictus permanent et la jeune Déa, aveugle sauvée de la mort par Gwynplaine. Les enfants ont grandi et Ursus a monté une compagnie de mimes à l'enseigne de « L’Homme qui rit ». Déa est la compagne de scène de Gwynplaine et les deux jeunes gens s'aiment tendrement. Ursus et sa compagnie parcourent la campagne anglaise. Chaque soir dans les petits bourgs. Pour Gwynplaine il suffit d'apparaître : son horrible rictus provoque le rire de la foule. La duchesse Josyane, belle, perverse qui a remarqué Gwynplaine lors d'une représentation doit épouser Lord David qui aime s'encanailler sous l'identité de Tom Jim Jack.

### Par ordre du roi
Gwynplaine, obligé de suivre le Wapentake venu le quérir, est conduit devant une assemblée de Lords. Un homme soumis à la torture, le comprachico qui jadis défigura Gwynplaine, est prié de reconnaître le balafré, identifié comme le fils d'un noble par le message trouvé dans une bouteille jetée à la mer. On annonce à Gwynplaine son prochain mariage avec la duchesse Josyane. Ursus voit un cercueil qu'il prend pour celui de Gwynplaine mais qui est en fait celui du comprachico torturé à mort. La jeune Déa meurt de désespoir.

## Fiche technique
Source : IMDb, sauf mention contraire
- Réalisateur : Jean Kerchbron
- Scénario : Jean Kerchbron et Paule de Beaumont, une adaptation du roman éponyme de Victor Hugo
- Dialogues : Paule de Beaumont
- Musique du film : Jean Wiener
- Directeur de la photographie : Albert Schimel
- Société de production : la 2e chaîne ORTF
- Pays d'origine : France
- Genre : Film dramatique
- Durée : 3h55 (3 parties de 85 minutes)
- Date de diffusion : 8 novembre 1971 sur la 2e chaîne ORTF
- Première diffusion : les lundis 8, 15 et 22 novembre 1971 à 20h30 sur la 2e chaîne de l'ORTF[1]

## Distribution
- Xavier Depraz : Ursus
- Éric Damain : Gwynplaine enfant
- Philippe Bouclet : Gwynplaine
- Delphine Desyeux : Déa
- Georges Marchal : Lord David
- Juliette Villard : la duchesse Josyane
- Philippe Clay : Barkilphedro
- Marie Letourneur : Fibi
- Claudine Reira : Vinos
- Raoul Marco : Maître Nicless
- Jacques Mauclair : Minos
- Georges Douking : Rhadamante
- Géo Wallery : Eaque
- José Etchebarne : Tom Jim Jack
- Anna Douking : la fille de joie
- Norbert Krief : Jingle
- Marcelle Ranson : la reine Anne
- Béatrice Costantini : la duchesse de Malborough
- Bernard Fatacki : le Wapentake
- Jacques Van Doren : le justicier Quorum
- Clément Bairam : le shérif
- Jacques Vanel : le sergent
- Émile Coryn : le médecin
- Gabriel Cinque : l'huissier de la vierge noire
- Gérald Denizot : Hardquanone

## Autour du film
Il s'agit du dernier rôle de Juliette Villard, très prématurément décédée quelques mois avant la diffusion du téléfilm.